# Knoten Prater
Het Knoten Prater is een snelwegknooppunt in de Oostenrijkse deelstaat en hoofdstad Wenen. Op dit knooppunt in het noordoosten het park Prater kruist de A4 de A23.

## Bouwvorm
Het knooppunt is een klaverbladknooppunt.

## Bijzonderheid
Het knooppunt bevindt zich op beide oevers van het Donaukanaal.